# هوليوكس
هوليوكس (بالإنجليزية: Hollyoaks)‏ هو مسلسل دراما تم إنتاجه في المملكة المتحدة. بدأ عرضه في سنة 1995 على القناة الرابعة البريطانية. بلغ عدد حلقاته 4720 حلقة، وتبلغ مدة الحلقة الواحدة 30 دقيقة. تم بث المسلسل لأول مرة بتاريخ 23 أكتوبر 1995. من بطولة روس آدامز. تقع أحداث المسلسل في ضاحية خيالية في تشيستر تدعى هوليوكس، ويضم مجموعة كبيرة من الشخصيات والذين تتراوح أعمارهم بين 16 و 35. تم تصوير أغلب المسلسل وإنتاجها في ليفربول.

## وصلات خارجية
- هوليوكس على موقع IMDb (الإنجليزية)
- هوليوكس على موقع كينوبويسك (الروسية)
- هوليوكس على موقع ألو سيني (الفرنسية)
- هوليوكس على موقع قاعدة بيانات الفيلم (الإنجليزية)